# Década de 740

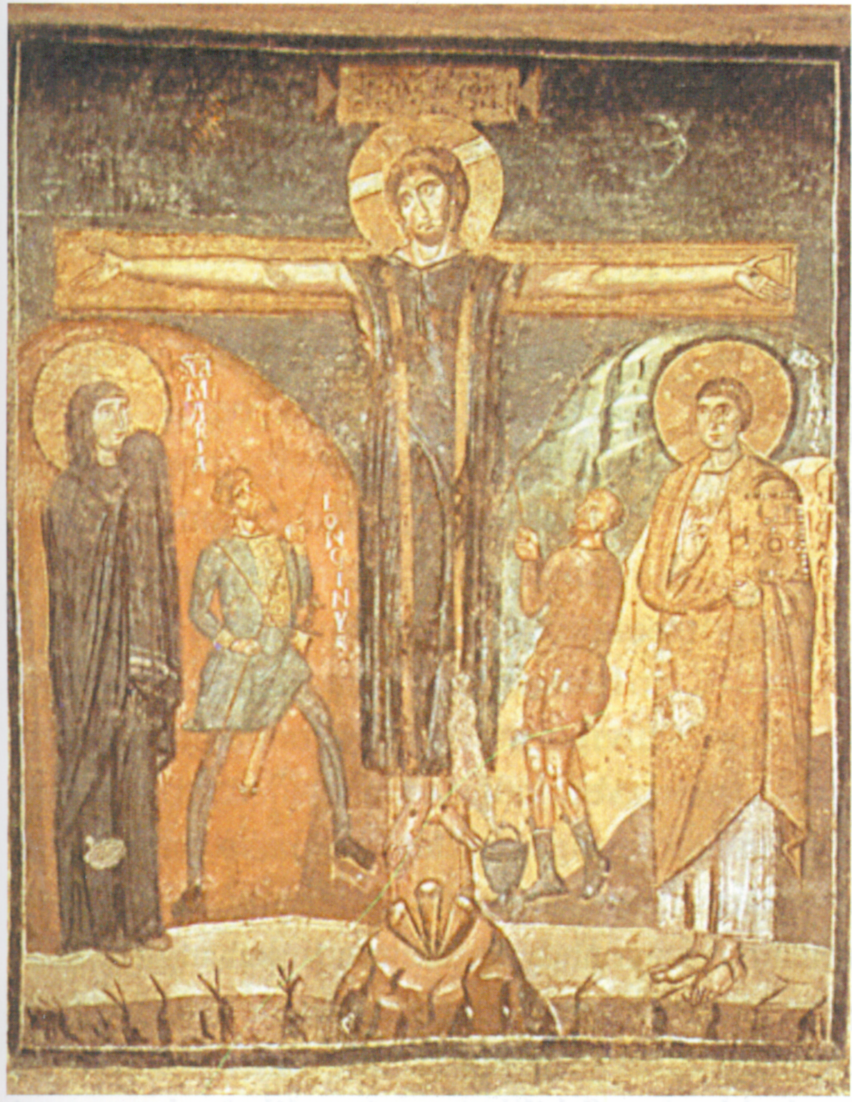
Jesus na Cruz, finalizada entre 741 e 752. Em Roma, Santa Maria Antióquia.

Séculos: (Século VII - Século VIII - Século IX)
Décadas: 690 700 710 720 730 - 740 - 750 760 770 780 790
Anos: 740 - 741 - 742 - 743 - 744 - 745 - 746 - 747 - 748 - 749